# Спасо-Преображенский собор в Сормове
Спасо-Преображенский собор в Сормове — православный храм в Сормовском районе Нижнего Новгорода. Входит в Сормовское благочиние Нижегородской епархии Русской православной церкви.
Памятник архитектуры регионального значения. При нём открыты воскресная школа и православный лекторий.

## История
Для быстро разраставшихся в Сормове заводских посёлков близ Сормовского завода в 1882 году была возведена церковь в честь благоверного князя Александра Невского. Однако Сормово продолжало разрастаться: к концу XIX века на заводе работало более 10 тысяч человек, и маленький храм уже не мог вместить всех желающих, особенно по праздникам. 29 марта 1898 года попечители церковно-приходских школ Сормовских заводов приняли решение приступить к составлению проекта нового храма. Строительство собора по проекту архитектора Павла Малиновского было одобрено. 17 декабря 1899 года для возведения в Сормове собора был учреждён специальный строительный комитет под председательством Ф. А. Фосса, а среди рабочих по цехам начался сбор пожертвований.
8 сентября 1900 года состоялась торжественная закладка фундаментов храма. В 1905 году был освящён главный престол.
Храм был рассчитан на посещение более двух тысяч прихожан, но позже вместимость ещё увеличили. Внутри главного храма установили шестиярусный резной иконостас, который вверху увенчали восьмиконечным кованым крестом, а к Царским вратам из моленного зала вели семь мраморных ступеней. В комплекс зданий, помимо собора, входят дом причта, крестильня, несколько хозяйственных построек.
В 1927 году собор был закрыт, с него снята кровля и конфискована церковная утварь. Первоначально храм решено было взорвать, однако в нём был открыт детский дом культуры, а позже созданы склад и холодильник. Лишь в 1990 году храм был возвращён Русской православной церкви и позже отреставрирован.
- Спасо-Преображенский собор в начале XX века
- Вид на собор в 1984 году. На переднем плане — кинотеатр «Сормовский» (ныне ТЦ «Золотая миля») и памятник «Метеору» (перенесён на площадь Буревестника)

## Духовенство
- Настоятель — иерей Александр Копейкин
- Протоиерей Николай Савушин
- Протоиерей Сергий Радаев
- Протоиерей Алексий Масланов
- Иерей Александр Калаганов
- Протодиакон Василий Тыбулевич[5]